# Ultraviolettphotoelektronenspektroskopie
Die Ultraviolett-Photoelektronenspektroskopie, kurz UV-Photoelektronenspektroskopie (UPS), ist eine spezielle Analysemethode der Photoelektronenspektroskopie (PES). Sie wird vor allem zur Bestimmung der Valenzbandstruktur von Festkörpern (im Festkörperbereich oft auch als Valenzbandspektroskopie bezeichnet), Oberflächen und Adsorbaten eingesetzt. Neben Adsorptionsmechanismen können auch die chemische Struktur von Bindungen und Schwingungsenergien verschiedener molekularer Gase untersucht werden.
Bestimmt wird die Zustandsdichte (englisch density of states, DOS). Dazu liegt die anregende Energie des Lichts (siehe Photoelektronenspektroskopie) im ultravioletten Spektralbereich und ist somit nur zum Auslösen von Valenzelektronen fähig. Diese Energien sind natürlich der Röntgenphotoelektronenspektroskopie (XPS) ebenfalls zugänglich, nur kann durch eine geeignete Wahl der Lichtquelle (meist Helium-Gasentladungslampen) die kinetische Energie der so ausgelösten Photoelektronen mit extrem hoher Genauigkeit gemessen werden. Mit UPS können auch minimale Energieunterschiede von Molekülorbitalen oder auch der physikalischen Umgebung (z. B. Adsorption an Oberflächen) des spektroskopierten Moleküls aufgelöst werden.

## Strahlenquellen
Für die Ultraviolett-Photoelektronenspektroskopie werden Strahlungsquellen für den Energiebereich von 10 bis 100 eV benötigt:
1. He-Gasentladungslampe: Als Strahlenquellen dienen meist He-Gasentladungslampen. Diese emittieren kein kontinuierliches Spektrum, sondern diskrete Energien. Ein Nachteil ist, dass die Photonenenergie nicht kontinuierlich durchgestimmt werden kann. Der Vorteil ist, dass die Energieauflösung sehr gut ist:
  - Energie der Strahlung {\displaystyle E_{\gamma }=21{,}2\,{\text{eV}}} oder {\displaystyle E\!\,_{\gamma }=40{,}8\,{\text{eV}}}
  - Auflösung {\displaystyle \Delta E_{\gamma }\approx \pm 10^{-3}\,{\text{eV}}}
2. Synchrotronstrahlung: Kontinuierliche Strahlung, die bei der Beschleunigung von geladenen Teilchen bei hohen Geschwindigkeiten entsteht. Synchrotronstrahlung zeigt eine gute Stabilität und ist mit einem Monochromator durchstimmbar, was bestimmte Messmethoden erst erlaubt. Die Energieauflösung ist allerdings nicht ganz so gut wie bei einer He-Gasentladungslampe und hängt vom verwendeten Monochromator ab. Synchrotronstrahlung steht natürlich nicht jedem Labor zur Verfügung. Ein Beispiel ist die Beamline UE112-PGM2 am BESSY II in Berlin mit Energien Eγ von 4 bis 200 eV und einer Auflösung ΔEγ von rund ± 1 meV.[1]

## Bestimmung der Zustandsdichte
Es gibt drei unterschiedliche Methoden, mit denen entweder die so genannte JDOS (Joint Density of States), eine Kombination aus besetzten und unbesetzten Zuständen, die Zustandsdichte der besetzten Zustände oder die Zustandsdichte der unbesetzten Zustände bestimmt wird. Mit He-Gasentladungslampen kann nur die JDOS gemessen werden, da für die anderen Methoden eine Variation der Photonenenergie nötig ist.
1. Messung der JDOS: Dies ist der Normalfall, da nur selten Synchrotronstrahlung zur Verfügung steht. Variiert wird nur die kinetische Energie der Elektronen. Die Photonenenergie wird konstant gehalten. Damit ändert sich sowohl der Anfangszustand als auch der Endzustand und die relative Intensität hängt von einer Kombination der Zustandsdichten ab.
2. Messung der DOS der besetzten Zustände: Variiert wird nur die Photonenenergie. Die kinetische Energie der Elektronen wird konstant gehalten. Damit ändert sich nur der Anfangszustand, der Endzustand bleibt konstant. Die relative Intensität hängt nur von der Zustandsdichte des Anfangszustandes, also der Zustandsdichte der besetzten Zustände ab.
3. Messung der DOS der unbesetzten Zustände: Variiert wird die Photonenenergie und die kinetische Energie der Elektronen, so dass der Anfangszustand konstant bleibt und der Endzustand variiert wird. Die relative Intensität hängt nur von der Zustandsdichte des Endzustandes, also der Zustandsdichte der unbesetzten Zustände ab.